# Spitalul Universitar de Urgență Elias
Spitalul Universitar de Urgență Elias este un spital clinic universitar aflat în București, care asigură asistența medicală de specialitate, preventivă, curativă, de urgență, de recuperare, de îngrijiri în caz de graviditate și maternitate precum și a copiilor și nou-născuților și desfășoară o activitate de cercetare și învățământ. Spitalul Elias a fost înființat în anul 1936 prin testamentul lui Jacques Menachem Elias de către fundația cu același nume. Are 17 secții spitalicești, un ambulatoriul de specialitate cu  22 cabinete, laboratoare și cabinete paraclinice, o farmacie cu circuit închis și o secție exterioară de recuperare medicală – Olănești.
Conform Ministerului Sănătății, Spitalul Universitar de Urgență Elias este încadrat la clasificarea II conform ordinului ministrului sănătății nr. 323/2011, modificat de ordinul nr. 441/2015.

## Istoric
Spitalul Elias din București a fost fondat în 1936 de către fundația cu același nume, așa cum a prevăzut în testamentul său Jacques M. Elias, care a lăsat întreaga sa avere ca legatar testamentar Academiei Române. Costrucția spitalului a început în anul 1934 pe un teren achiziționat de către Fundația Elias de la Societatea Română de Cruce Roșie. Până în 1941 spitalul a fost administrat direct de către Fundația Elias.
În cei 65 de ani de existență, spitalul a cunoscut numeroase structuri administrative și regimuri mai mult sau mai puțin preferențiale datorită cărora Elias și-a căpătat renumele, dar din nefericire, și situația precară de astăzi. Între 1941 și 1944 spitalul a fost rechiziționat de Marele Stat Major al armatei române și a fost pus la dispoziția Misiunii Aeronautice Germane în calitate de chiriaș. În 1944 spitalul Elias, considerat în mod eronat bun german, a fost preluat de o unitate medicală sovietică. În 1948 spitalul a fost trecut în rețeaua Ministerului Sănătății. 
În 1990 spitalul Elias a ajuns în structura Ministerului Apărării Naționale. În 1992 a fost semnat un protocol între Academia Română, Fundația Elias și MApN prin care spitalul trecea în administrarea temporară, cu titlu gratuit, a ministerului. Un astfel de protocol a fost încheiat și în 2001, iar conducerea spitalului a decis ca în acest an să nu mai semneze nici un astfel de angajament, urmând ca după ce va fi emisă o hotărâre de Guvern, Elias să devină primul spital privat de utilitate publică din țară. 
În testamentul lui Elias din 1914 acesta a instituit obligația ca în această unitate medicală „se vor primi bolnavi de ambele sexe, israeliți și de orice altă credință.”

#### Personalități medicale
Profesor Doctor Docent Corneliu Butnaru Transferat în anul 1948 de la Spitalul Militar, extern la Serviciul de Radiologie, la Spitalul Elias actualmente intitulat “Spitalul Universitar de Urgență Elias”, la deschiderea acestui spital. 